# 19 Dywizja Flak
19 Dywizja Flak (niem. 19. Flak-Division) – niemiecka dywizja artylerii przeciwlotniczej z okresu II wojny światowej.

## Historia
Jednostkę utworzono 15 sierpnia 1942 r. na Sycylii na bazie VII Brygady Flak. Szybko została przerzucona do Libii, gdzie wspierała wojska niemiecko-włoskie nacierające na Egipt. Po amerykańsko-brytyjskiej operacji desantowej we francuskiej części Afryki Północnej (Operacja Torch) została przesunięta do Tunezji aby zapewniać ochronę przeciwlotniczą 5 Armii Pancernej. Jej pododdziały walczyły nie tylko z lotnictwem, działa 8,8 cm Flak 18 używano także do niszczenia czołgów. W maju 1943 r. dostała się do niewoli.
Dywizję odbudowano 23 czerwca 1943 w Grecji. W grudniu 1944 r. wycofała się z Dubrownika, w kwietniu 1945 r. znajdowała się w rejonie Zagrzebia. Szlak bojowy zakończyła poddając się Amerykanom 8 maja 1945 r. w Dolnej Styrii

## Skład bojowy dywizji
Afryka, 1943
- 102 pułk Flak (Flak-Regiment 102)
- 114 pułk Flak (Flak-Regiment 114)
- 134 pułk Flak (Flak-Regiment 135)
- dywizyjne oddziały zaopatrzeniowe

Grecja, 1944
- 91 pułk Flak (Flak-Regiment 91)
- 201 pułk Flak (Flak-Regiment 201)
- 66 pułk Flak (Flak-Regiment 66)
- 58 pułk Flak (Flak-Regiment 58) - na Krecie
- 139 lotniczy batalion łączności

## Dowódcy dywizji
- Generalleutnant Heinrich Burchard od 6 sierpnia 1942;
- Generalleutnant Gotthard Frantz od 21 grudnia 1942 do kapitulacji 13 maja 1943;
- Generalmajor Paul Pavel od 1 listopada 1943 do końca wojny;